# إيلي فوكس
إيلي فوكس (بالعبرية: אלי פוקס‏) هو مدرب كرة قدم ولاعب كرة قدم إسرائيلي، ولد في 1924، وتوفي في 1992. شارك مع منتخب إسرائيل لكرة القدم. أما مع النوادي، فقد لعب مع مكابي حيفا ونادي مكابي تل أبيب.

## وصلات خارجية
- إيلي فوكس على موقع قاعدة بيانات كرة القدم.إي يو (الإنجليزية)